# The Echo Label
The Echo Label bylo hudební vydavatelství založené roku 1994 britskou společností Chrysalis Group a spojené s japonským Pony Canyon. Chrysalis Group původně vlastnila vydavatelství Chrysalis Records, které prodala EMI.
V roce 2005 oznámilo The Echo Label ztrátu ve výši více než 2 milionů liber. Bylo rozhodnuto, že se z vydavatelství stane „inkubátor“ menších umělců, kteří později přejdou k větším vydavatelstvím. Tak vznikly smlouvy např. s Bat for Lashes, Rosalie Deightonovou či Jacobem Goldenem. Zároveň by společnost dále vydávala alba svých stálých interpretů (Feeder, Morcheeba). Zpráva Chrysalis Group z 15. srpna 2008 však ukázala, že tato strategie nesplnila očekávání.
V květnu roku 2013 koupilo práva Sony Music Entertainment. V březnu 2017 práva vypršela a vydavatelství definitivně získalo BMG Rights Management (které již v roce 2010 koupilo nezávislé vydavatelství Chrysalis Music).
Od té doby je Echo součástí BMG, které spravuje většinu vydávání bývalé Chrysalis Group. Pod Echo stále patří množství umělců, např. Feeder a Bat for Lashes, a také různí interpreti přejatí od Warner Music (Ash, Supergrass, The Subways, White Town, Megadeth apod.)